# 코럴 퍼블릭 도메인 라이브러리

코럴 퍼블릭 도메인 라이브러리(Choral Public Domain Library, CPDL) 또는 코럴위키(ChoralWiki)는 합창 및 성악을 위한 온라인 데이터베이스이다. 해당 콘텐츠에는 주로 퍼블릭 도메인의 악보가 포함되어 있거나 인쇄 및 연주가 자유롭게 가능한 악보(예: 저작권 보유자의 허가를 통해)가 포함된다.
501(c)(3)에 따라 세금 공제를 받을 수 있는 조직으로, 해당 조직의 콘텐츠는 특정 저작권 라이선스에 따라 출판되고 기사 편집은 등록된 기여자에게만 허용된다. CPDL은 무소펜 및 윈드 레퍼터리 프로젝트(Wind Repertory Project)와 함께 가장 유명한 온라인 음악 레퍼토리 데이터베이스 중 하나이다.